# 切森·哈德利
切森·哈德利（Chesson Tyler Hadley，1987年7月5日—） 是美國的一位職業高爾夫球運動員，現在參加PGA巡迴賽的賽事。他曾就讀於喬治亞理工學院。